# Daniel García Jiménez
Daniel García  (Logroño, España, 1 de mayo de 1961), más conocido simplemente como "Daniel" es un pelotari español.
En junio de 1980 consiguió, junto con su compañero Ricardo Garrido, el primer campeonato de España de la modalidad de pala corta para La Rioja. 
Debutó como profesional en el Club Deportivo de Bilbao el 19 de marzo de 1994, y se retiró, con 42 años, el 3 de mayo de 2003. Militó nueve temporadas en la más alta categoría.

## Galardones
Obtuvo numerosos galardones, entre ellos cabe destacar:
- Mejor deportista riojano en 1990
- Trofeo Marca al Mejor Palista Profesional en 1996
- Palista Profesional más Regular en 2000
- Marca de Oro 1.988
- Medalla de oro de la Federación Española de Pelota.
- Pilotaren Baztarra le distinguió en 2005 como premio a su trayectoria deportiva en la pelota vasca.

## Palmarés
- 1980 - Campeonato de España de pala corta para La Rioja (con Ricardo Garrido).
- Doce veces más Campeón de España de pala corta, ostentando el récord de campeonatos de España de la pelota aficionada.
- 1986 - Campeón del mundo en modalidad de pala corta en los mundiales de Vitoria.
- 1990 - Campeón del mundo de pala corta  en La Habana – Cuba -.
- 1992 - Medalla de oro Olímpica en los Juegos Olímpicos de Barcelona 92.
- 1995 - Ya como profesional, Campeonato de España de parejas.
- 2000 - Campeonato de Euskadi por parejas.
- 1996 y 2001 - Subcampeón del campeonato individual.